# Elachiptera biculiminata
Elachiptera biculiminata är en tvåvingeart som beskrevs av Nishijima 1956. Elachiptera biculiminata ingår i släktet Elachiptera och familjen fritflugor. Inga underarter finns listade i Catalogue of Life.